# Saint-Martin-la-Méanne
Saint-Martin-la-Méanne è un comune francese di 371 abitanti situato nel dipartimento della Corrèze nella regione della Nuova Aquitania.

## Società

### Evoluzione demografica
Abitanti censiti